# Aurélie Tible
Aurélie Tible (ur. 10 sierpnia 1980) – francuska snowboardzistka. Nie startowała na igrzyskach olimpijskich. Jej najlepszym wynikiem na mistrzostwach świata w snowboardzie było 5. miejsce w snowcrossie na mistrzostwach w San Candido. Najlepsze wyniki w Pucharze Świata osiągnęła w sezonie 1999/2000, kiedy to zajęła 27. miejsce w klasyfikacji generalnej, w klasyfikacji snowcrossu była dziewiąta.

## Sukcesy

### Mistrzostwa Świata
| Miejsce | Dzień       | Rok  | Miejscowość   | Konkurencja       | Zwycięzca                   |
| ------- | ----------- | ---- | ------------- | ----------------- | --------------------------- |
| 12.     | 23 stycznia | 1997 | San Candido   | Slalom            | Heidi Renoth                |
| 19.     | 25 stycznia | 1997 | San Candido   | Slalom równoległy | Dagmar Mair unter der Eggen |
| 5.      | 26 stycznia | 1997 | San Candido   | Snowboardcross    | Karine Ruby                 |
| 28.     | 17 stycznia | 1999 | Berchtesgaden | Snowboardcross    | Julie Pomagalski            |

### Puchar Świata

#### Miejsca w klasyfikacji generalnej
- 1995/1996 – 44.
- 1996/1997 – 117.
- 1998/1999 – 29.
- 1999/2000 – 27.
- 2000/2001 – 65.

#### Miejsca na podium
1. Ischgl – 6 lutego 2000 (Snowcross) – 3. miejsce